# Літературна премія імені Анатолія Бортняка
 Літературна премія імені Анатолія Бортняка  — премія за найкращу поетичну книгу року.

## Історія
Заснована 2010 р. громадською організацією «Вінницьке земляцтво у місті Києві» на вшанування пам'яті поета Анатолія Бортняка (1938—2009). Вручалася щороку напередодні дня народження поета в рамках проведення у Крижопільському районі на Вінниччині днів пам'яті «Бортнякова весна».
У 2021—2023 рр. премія не вручалася. Від 2024 року патронат над премією взяла Тростянецька селищна рада, оновивши Положення.

## Лауреати[3]

### 2010
- Петро Осадчук (Київ)

### 2011
- Ганна Чубач (Київ)

### 2012
- Тетяна Яковенко (Вінниця)

### 2013
- Валентина Сторожук (с. Сосонка, Вінницька область)

### 2014
- Петро Перебийніс (Київ)

### 2015
- Станіслав Чернілевський (Київ)[4]

### 2016
- Василь Гарвасюк (смт Муровані Курилівці)[5]

### 2017
- Михайло Каменюк (Вінниця)[6]

### 2018
- Сергій Татчин (Вінниця)[7]

### 2019
- Василь Клічак (Київ)[8].

### 2020
- Василь Вертипорох (Брацлав)[9]

### 2024
- Світлана Кринична
- Олена Павленко[10]